# Virgen del Hato
Virgen del Hato es una advocación mariana representada en una talla o imagen religiosa de la virgen María, que desde mediados del siglo XIX, luego de la catastrófica erupción del volcán Cosigüina se viene venerando por parte de feligreses, romeriantes y devotos católicos, en el territorio de la península de Cosigüina, en el municipio de El Viejo, Chinandega, Nicaragua, y más allá de la región centroamericana, en una devoción que nació a finales de 1835, luego de la erupción del volcán Cosigüina, ocurrida el 20 de enero de ese año, cuando el canónigo padre Remigio Salazar adquirió una imagen de la virgen María en uno de sus viajes a Guatemala, y decidió edificar una ermita para instalarla como "protectora" del territorio que había sido afectado por la erupción volcánica.

## Historia
A finales de 1835, la imagen de la virgen del Hato fue puesta en custodia de la comunidad indígena de El Viejo (organizada en cofradía), que en tiempos de la colonia española había recibido unas caballerías de tierra, en un sitio de Cosigüina, llamado Santa Rita del Albaradillo, donde construyeron la ermita. Los derechos de estas tierras, habían sido otorgados por el rey Fernando VII de España. El sacerdote Remigio Salazar se dirigió a este sitio de Santa Rita, a 50 kilómetros de El Viejo, acompañado de un grupo de fieles, dando inicio a la "romería de la virgen del Hato” y a la  llamada "devoción a la virgen del Hato".
En 1850, la imagen y la ermita se quemaron en un incendio. Los indígenas, preocupados por el suceso, trataron de reponer la imagen de la virgen del Hato, y se le encargó elaborar una nueva imagen al indígena viejano, Etanislao Cantillano, artista de habilidad natural para la escultura, y carpintero de oficio. Los indígenas ayudaron con materiales, y la tradición cuenta que aunque padecía de alcoholismo elaboró una magnífica imagen; como una prueba de ese trabajo, aún se conserva un recibo por 20 pesos, referido al escultor que esculpió la imagen actual de la virgen del Hato, como una réplica de la imagen de la llamada virgen del Trono, que se encuentra en la Basílica Menor de la Inmaculada Concepción de El Viejo; con la diferencia que la imagen de la virgen del Hato lleva un sombrero ranchero, y la imagen de la virgen del Trono lleva una corona real.
Luego, con el esfuerzo de la comunidad indígena, se levantó una nueva ermita en el mismo lugar. Para complementar las celebraciones, la comunidad indígena también posee otra ermita en la ciudad de El Viejo, llamada “Casa de la Virgen del Hato,” donde permanece la imagen de la virgen del Hato, desde noviembre hasta abril. Posteriormente, la imagen de la virgen del Hato es llevada a su ermita rural, donde permanece entre abril y noviembre, en el periodo de lluvias y de labores agrícolas, con la finalidad religiosa de ejercer su acción "bienhechora y protectora" en el campo.

## Devoción
También, la cofradía acordó llevar una imagen de San Antonio de Padua y ubicarla en la ermita entre noviembre y abril, mientras llevan la imagen de la virgen del Hato a El Viejo, luego en abril regresan con la imagen de la virgen del Hato, y llevan la imagen de San Antonio de Padua a El Viejo, acciones que repiten cada año. Desde el siglo XIX, se realizan dos romerías: La primera romería es en abril, cuando se acompaña la imagen de la virgen del Hato, desde El Viejo a su ermita rural. La segunda romería es en noviembre, cuando se acompaña a la imagen de la virgen del Hato, a su ermita en El Viejo. De igual manera, en sentido inverso, trasladan la imagen de San Antonio de Padua.